# Morrison Hotel (Chicago)
Das Morrison Hotel war ein Wolkenkratzer in Chicago, Illinois. Es wurde von Holabird & Roche entworfen und 1924 bis 1925 erbaut. 1965 wurde es abgerissen und durch den Chase Tower ersetzt. Mit seinen 160 Metern war es zu dem Zeitpunkt der Erbauung das höchste Hotel der Welt  und gehört seit dem Abbruch noch heute zu den höchsten abgerissenen Gebäuden der Welt. Außerdem war es zu der Zeit das höchste Gebäude, das jemals für einen Neubau abgerissen wurde, und bis 2018 auch das höchste außerhalb New York Citys.